# Коньи (Шер)
Коньи́ (фр. Cogny) — коммуна во Франции, находится в регионе Центр. Департамент — Шер. Входит в состав кантона Дён-сюр-Орон. Округ коммуны — Сент-Аман-Монтрон.
Код INSEE коммуны — 18068.
Коммуна расположена приблизительно в 230 км к югу от Парижа, в 130 км юго-восточнее Орлеана, в 33 км к юго-востоку от Буржа.

## Население
Население коммуны на 2008 год составляло 38 человек.
| 1962 | 1968 | 1975 | 1982 | 1990 | 1999 | 2008 |
| ---- | ---- | ---- | ---- | ---- | ---- | ---- |
| 72   | 75   | 60   | 40   | 36   | 40   | 38   |

## Экономика

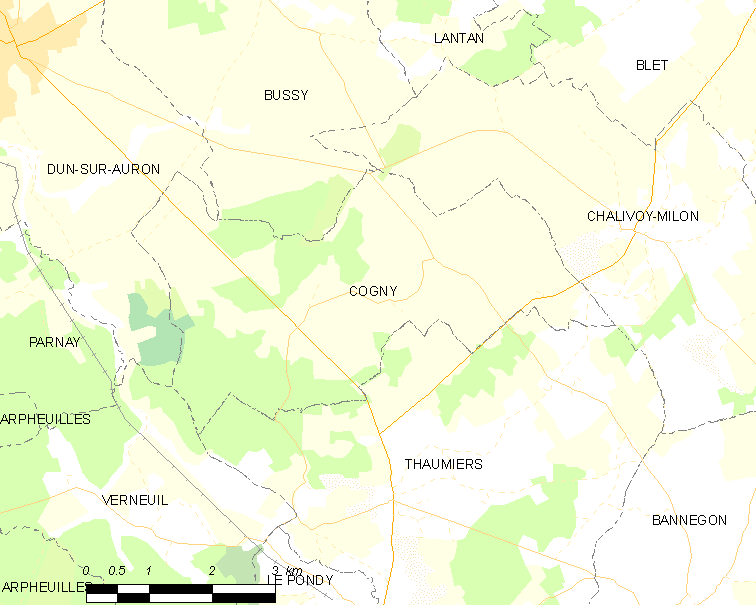
Карта коммуны

В 2007 году среди 28 человек в трудоспособном возрасте (15-64 лет) 22 были экономически активными, 6 — неактивными (показатель активности — 78,6 %, в 1999 году было 70,0 %). Из 22 активных работали 20 человек (13 мужчин и 7 женщин), безработных было 2 (1 мужчина и 1 женщина). Среди 6 неактивных 2 человека были учениками или студентами, 3 — пенсионерами, 1 был неактивным по другим причинам.